# 粗莖擬蕨蘚
粗莖擬蕨蘚（学名：Pterobryopsis crassiuscula）为蕨蘚科擬蕨蘚屬下的一个种。

## 扩展阅读
- 維基物種上的相關：粗莖擬蕨蘚